# Hedwig Van de Velde
Hedwig Van de Velde (Zwijndrecht, 15 april 1940) is een Vlaamse schrijver van jeugdboeken.
Van de Velde's boeken zijn geïnspireerd door twee grote thema's: de Belgische Geschiedenis en verhalen uit de Grieks-Romeinse oudheid. Deze inspiraties komen rechtstreeks voort uit zijn lessen en reizen. Als leraar Nederlands en Geschiedenis aan het Antwerpse Sint-Lievenscollege bestudeerde hij lange tijd deze periode. Gaandeweg vormde ook de recentere geschiedenis in zijn vaderland het decor van zijn boeken.
De avonturen in de boeken van Van de Velde kenmerken zich door een doorvlochten en zo realistisch mogelijk kader. De verhalen zelf zijn verzonnen maar de personages worden zo nauwkeurig en menselijk mogelijk beschreven.

## Boeken
|     | Titel                          | Pag. |  | Uitgifte | Historisch kader                                                                            |
| --- | ------------------------------ | ---- |  | -------- | ------------------------------------------------------------------------------------------- |
| 1.  | De wil van Wodan               | 214  |  | 1994     | De Bataafse opstand tegen de Romeinen                                                       |
| 2.  | De schaduw van Keizer Nero     | 184  |  | 1997     | Rome, ten tijde van keizer Nero                                                             |
| 3.  | Het vroedmeisje                | 240  |  | 1998     | De boerenkrijg in het Vlaamse Zwijndrecht, 1785                                             |
| 4.  | Het spoor van de vleugelgod    | 247  |  | 2001     | De oorlog tussen Rome en Hannibal                                                           |
| 5.  | De heks van Axel               | 271  |  | 2003     | Godsdienstoorlogen en geuzenopstand in Hulst, 1563                                          |
| 6.  | De roep van Zotte Lotte        | 235  |  | 2004     | Walraversijde, een vissersdorp in de middeleeuwen, 1469                                     |
| 7.  | Een lied voor Lore             | 222  |  | 2008     | Koewacht, een dorpje op de grens tussen België en Nederland, tijdens de Eerste Wereldoorlog |
| 8.  | Het lege ei                    | 170  |  | 2010     | Het leven van Filippo Brunelleschi, architect in het Firenze van de vijftiende eeuw         |
| 9.  | De Ring van de wraak           | 181  |  | 2011     | Feliciacum (Velzeke) in de woelige Gallo-Romeinse tijd op het einde van de 2de eeuw         |
| 10. | Het mysterie van de smokkelaar | 168  |  | 2014     | Sint-Anneke (Antwerpen) vlak voor de Eerste Wereldoorlog                                    |

## Nominaties
- 1999 Nominatie voor de Kinder- en Jeugdjury voor het boek in Vlaanderen voor Het vroedmeisje
- 2002 Nominatie voor de Kinder- en Jeugdjury voor het boek in Vlaanderen voor Het spoor van de vleugelgod
- 2005 Nominatie voor de Kinder- en Jeugdjury voor het boek in Vlaanderen voor De heks van Axel
- 2006 Nominatie voor de Kinder- en Jeugdjury voor het boek in Vlaanderen voor De roep van Zotte Lotte
- 2010 Bekroond door de Kinder- en Jeugdjury voor het boek in Vlaanderen voor Een lied voor Lore in de leeftijdscategorie 12-14 jaar